# Колоденко, Владимир Михайлович
Владимир Михайлович Колоденко (26 июня 1907, Одесса — 9 августа 1980, Алма-Ата) — театральный художник, заслуженный артист Казахской ССР (1938). Участник Великой Отечественной войны. Член Союза художников СССР (с 1940).

## Биография
В начале 1920-х годов работал учеником в театрах Одессы, затем театральным художником в Свердловске, Томске и Куйбышеве.
В 1932—36 главный художник Театра оперы и балета (Баку).
С 1937 года — заведующий художественными Театра оперы и балета (Алма-Ата), где оформлял оперные и балетные спектакли: «Запорожец за Дунаем» С. С. Гулака-Артемовского (1941), «Толеген Тохтаров» А.Жубанова и Л.Хамиди (1947), «Ал-тыншаш» Н.Жиганова (1949), «Аршин мал алан» У.Гаджибекова, « Красный мак» P.M. Глиэра (1950), «Спящая красавица» П. И. Чайковского (1954), «Золотые горы» К.Кужамьярова и Н.Тлендиева (1960) и др.
Создавал произведения в жанре станковой живописи («Одесский театр», «Одесский порт», 1973; «Артек», «Автобусная остановка», 1975; «Аэропорт», «Алатау», «Алматы — 77», 1976— 77).
Участник Великой Отечественной войны, мичман. Награжден орденом Красной Звезды и медалями.
Скончался 9 августа 1980 года, похоронен на Центральном кладбище Алма-Аты.